# Władysław Komar

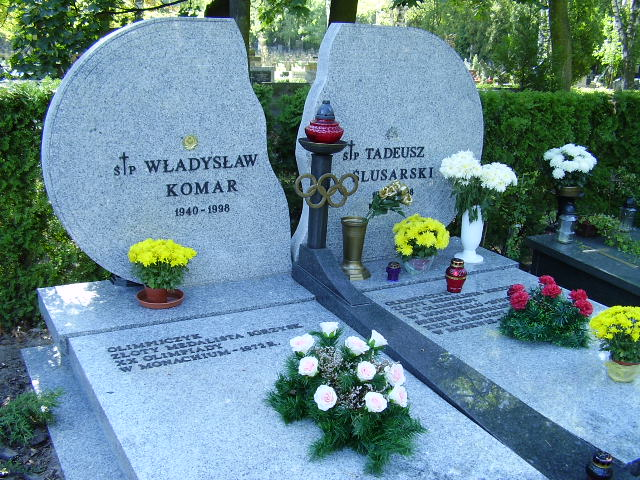
Graf van de Poolse olympische kampioenen Władysław Komar en Tadeusz Ślusarski

Władysław Komar (Kaunas, 11 april 1940 – Przybiernów, 17 augustus 1998) was een Poolse kogelstoter, die later acteur werd. Hij werd olympisch kampioen en veertienmaal Pools kampioen. Ook verbeterde hij zestienmaal het nationale record.

## Biografie

### Sportcarrière
Komar begon op jonge leeftijd met boksen en haalde bijna de Poolse nationale jeugdselectie. In 1959 stapte hij over naar de atletiek. In 1963 behaalde hij het nationaal record in de tienkamp. Hij specialiseerde zich in het kogelstoten.
Komar nam drie keer deel aan de Olympische Spelen en met een afstand van 21,18 m won hij goud op de Spelen van 1972 in München. In 1966 en 1971 haalde hij brons op de Europese kampioenschappen.
Naast het boksen en de atletiek speelde hij ook rugby en werd hij Pools kampioen met zijn team.

### Na de sport
Later werd Komar acteur en speelde hij een hoofdrol in Roman Polański's film Pirates uit 1986. In 1993 stelde hij zich, als lid van de politieke partij "Poolse Partij van Vrienden van het Bier", kandidaat voor de parlementsverkiezingen op de lijst van de partij Samoobrona, maar behaalde te weinig stemmen voor een zetel. Hij stond bekend als vrouwenversierder en dronkaard. Als kogelstoter was hij twee keer wegens wangedrag uit het Poolse team gezet. Algemeen bekend was dat dit was voor overmatig alcoholgebruik.

### Overlijden
Hij overleed bij een auto-ongeluk in 1998 samen met een andere Poolse olympische kampioen, Tadeusz Ślusarski, die in 1976 goud haalde bij het polsstokhoogspringen op de Olympische Spelen in Montreal. Ook een derde Poolse olympiër kwam om het leven, 400 meterloper Jarosław Marzec. Op de terugweg van een banket werden ze aangereden door een dronken chauffeur. Hun graven liggen naast elkaar op de Militaire begraafplaats Powązki in Warschau.

## Titels
- Olympisch kampioen kogelstoten - 1972
- Pools kampioen kogelstoten - 1963, 1964, 1966, 1967, 1968, 1969, 1970, 1971, 1972, 1973, 1975, 1976, 1977, 1978
- Pools indoorkampioen kogelstoten - 1977, 1978

## Persoonlijke records
| Onderdeel             | Prestatie | Datum            | Plaats   |
| --------------------- | --------- | ---------------- | -------- |
| kogelstoten (outdoor) | 21,19 m   | 17 april 1974    | Warschau |
| kogelstoten (indoor)  | 20,32 m   | 11/12 maart 1972 | Grenoble |
| tienkamp              | 6597 p    |                  |          |

## Palmares

### Kogelstoten
- 1962: 4e EK - 18,00 m
- 1964: 9e OS - 18,20 m
- 1966:  EK - 18,68 m
- 1967:  EK indoor - 18,85 m
- 1968:  EK indoor - 18,40 m
- 1968: 6e OS - 19,28 m
- 1971: 4e EK indoor - 19,43 m
- 1971:  EK - 20,04 m
- 1972:  EK indoor - 20,32 m
- 1972:  OS - 21,18 m
- 1974: 6e EK - 19,82 m
- 1977:  EK indoor - 20,17 m
- 1978:  EK indoor - 20,16 m

## Films
- Prostytutki (1998) als Szogun, Bodyguard
- Kiler (1997) als Uszat
- Blood of the Innocent (1995) als Thug
- La Treizième voiture (1993) (tv) als Alexander
- Caged (1988)
- Sonata marymoncka (1988) alsZielinski
- Opowiesc Harleya (1988)
- And the Violins Stopped Playing (1988) als Dombrowski
- Magnat (1987)
- "Przylbice i kaptury" (1986) (tv) als Dzieweczka
- Boris Godunov (1986)als Sobansky
- Pirates (1986) als Jesus
- Skradziona kolekcja (1979)
- Kazimierz Wielki (1976)
- Mów mi Rockefeller (1990) als zichzelf

1896: Bob Garrett ·
1900: Richard Sheldon ·
1904: Ralph Rose ·
1906: Martin Sheridan ·
1908: Ralph Rose ·
1912: Pat McDonald ·
1920: Ville Pörhölä ·
1924: Bud Houser ·
1928: John Kuck ·
1932: Leo Sexton ·
1936: Hans Woellke ·
1948: Wilbur Thompson ·
1952: Parry O'Brien ·
1956: Parry O'Brien ·
1960: Bill Nieder ·
1964: Dallas Long ·
1968: Randy Matson ·
1972: Władysław Komar ·
1976: Udo Beyer ·
1980: Vladimir Kiseljov ·
1984: Alessandro Andrei ·
1988: Ulf Timmermann ·
1992: Mike Stulce ·
1996: Randy Barnes ·
2000: Arsi Harju ·
2004: Adam Nelson ·
2008: Tomasz Majewski ·
2012: Tomasz Majewski ·
2016: Ryan Crouser ·
2020: Ryan Crouser ·
2024: Ryan Crouser
- Gemeinsame Normdatei: 1062206096
- World Athletics: 14349011
- International Standard Name Identifier: 0000 0000 7195 6756
- Virtual International Authority File: 101757828
- WorldCat: E39PBJgxm9Xc74JjWXyXx4MVmd